# Hanielgarage

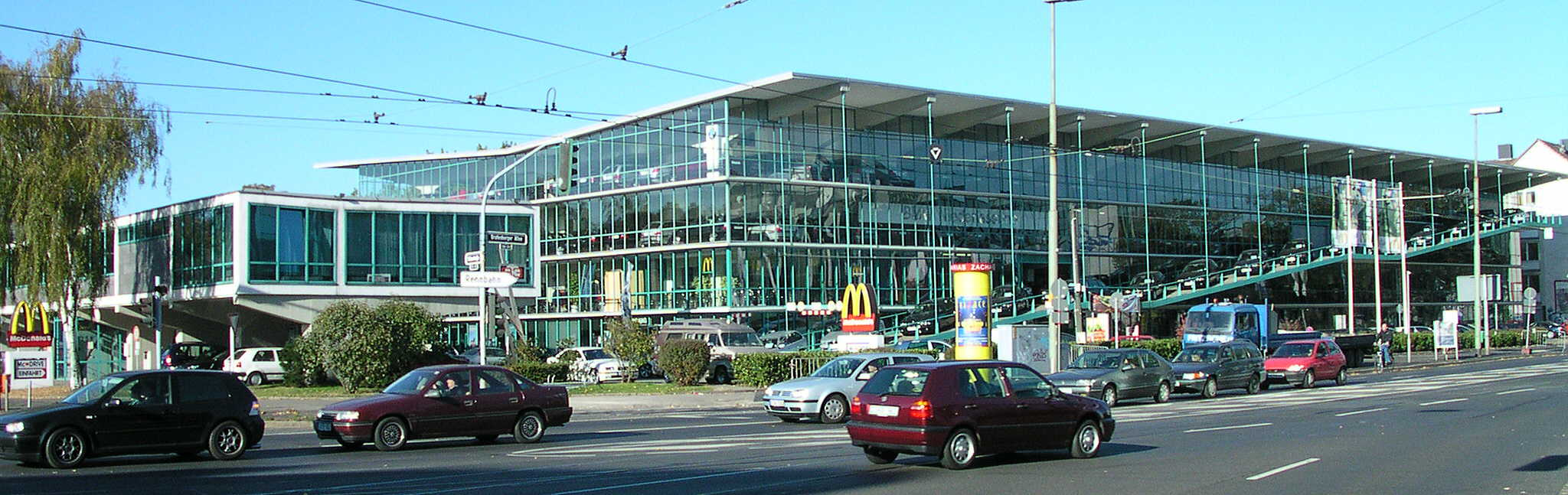
Hanielgarage

Die Hanielgarage an der Grafenberger Allee 258 in Düsseldorf wurde bis 1953 nach Plänen von Paul Schneider-Esleben für Franz Haniel erbaut. Sie war eine der ersten nach dem Zweiten Weltkrieg in Deutschland gebauten Hochgaragen mit dazugehörigem Motel.
In den rundum durchlaufenden geschosshohen Fensterbändern sind sowohl die Konstruktion als auch parkende Autos von außen zu erkennen. Fünf Meter über die Stahlglasfassade ragt ein Stahlbeton-Stockwerkrahmen heraus, an dem die Fahrrampen aufgehängt sind. Die Rampen werden geradlinig an den Längsseiten des Gebäudes hochgeführt.
Die Anlage wurde 1994 saniert und 1998 zum Autohaus (BMW) umgenutzt, nachdem schon seit 1953 eine Autowerkstatt (Fiat) in den Räumen firmierte.

„Die Verbindung eines Hotelbetriebs mit einer Hochgarage ist wohl in Erwartung einer mit den USA vergleichbaren Entwicklung entstanden. Die Garage ist aber nicht nur wegen dieser soziokulturellen Vorreiterposition interessant, auch architekturhistorisch nimmt sie eine herausragende Stellung ein.“